# A T. J. Hooker epizódjainak listája
Ez a cikk a T. J. Hooker című sorozat epizódjait tartalmazza.

## Évados áttekintés
| Évad | Évad | Részek száma | Részek száma | Eredeti sugárzás     | Eredeti sugárzás  | Eredeti adó |
| Évad | Évad | Részek száma | Részek száma | Évadbemutató         | Évadzáró          | Eredeti adó |
| ---- | ---- | ------------ | ------------ | -------------------- | ----------------- | ----------- |
|      | 1.   | 5            | 5            | 1982. március 13.    | 1982. április 10. | ABC         |
|      | 2.   | 22           | 22           | 1982. szeptember 25. | 1983. május 7.    | ABC         |
|      | 3.   | 22           | 22           | 1983. október 1.     | 1984. május 12.   | ABC         |
|      | 4.   | 23           | 23           | 1984. október 13.    | 1985. május 4.    | ABC         |
|      | 5.   | 19           | 19           | 1985. szeptember 25. | 1986. május 28.   | CBS         |

## Epizódok

### 1. évad (1982)
| Sor. | Év. | Cím                 | Rendező         | Író            | Premier           |
| ---- | --- | ------------------- | --------------- | -------------- | ----------------- |
| 1.   | 1.  | The Protectors      | Cliff Bole      | Rick Husky     | 1982. március 13. |
| 2.   | 2.  | The Streets         | Cliff Bole      | Rick Husky     | 1982. március 20. |
| 3.   | 3.  | God Bless the Child | Harry Falk      | Rick Husky     | 1982. március 27. |
| 4.   | 4.  | Hooker's War        | Charlie Picerni | Leo Garen      | 1982. április 3.  |
| 5.   | 5.  | The Witness         | Cliff Bole      | Gerald Sanford | 1982. április 10. |

### 2. évad (1982–1983)
| Sor. | Év. | Cím                    | Rendező             | Író                                                                                               | Premier              |
| ---- | --- | ---------------------- | ------------------- | ------------------------------------------------------------------------------------------------- | -------------------- |
| 6.   | 1.  | Second Chance          | Don Weis            | Mark Rodgers                                                                                      | 1982. szeptember 25. |
| 7.   | 2.  | King of the Hill       | Charlie Picerni     | Stephen Downing                                                                                   | 1982. október 2.     |
| 8.   | 3.  | The Empty Gun          | Cliff Bole          | Paul Savage                                                                                       | 1982. október 16.    |
| 9.   | 4.  | Blind Justice          | Don Chaffey         | Történet: Joe Viola, Stephen Downing és Walter Dallenbach Tévéjáték: Joe Viola és Stephen Downing | 1982. október 23.    |
| 10.  | 5.  | Big Foot               | Cliff Bole          | Dallas és JoAnne Barnes                                                                           | 1982. október 30.    |
| 11.  | 6.  | Terror at the Academy  | Phil Bondelli       | Történet: Jack V. Fogarty és Rick Husky Tévéjáték: Jack V. Fogarty                                | 1982. november 6.    |
| 12.  | 7.  | The Survival Syndrome  | Charlie Picerni     | Dallas és JoAnne Barnes                                                                           | 1982. november 13.   |
| 13.  | 8.  | Deadly Ambition        | Michael Preece      | Arthur Weingarten                                                                                 | 1982. november 20.   |
| 14.  | 9.  | A Cry for Help         | Cliff Bole          | Jack V. Fogarty                                                                                   | 1982. november 27.   |
| 15.  | 10. | Thieves' Highway       | Michael Preece      | Roger H. Lewis és Devorah Cutler                                                                  | 1982. december 4.    |
| 16.  | 11. | The Connection         | Corey Allen         | Donald R. Boyle                                                                                   | 1982. december 18.   |
| 17.  | 12. | The Fast Lane          | Don Chaffey         | Jeffrey M. Hayes                                                                                  | 1983. január 8.      |
| 18.  | 13. | Too Late for Love      | Michael Preece      | Jack V. Fogarty                                                                                   | 1983. január 15.     |
| 19.  | 14. | The Decoy              | Leonard Nimoy       | Mark Rodgers                                                                                      | 1983. január 22.     |
| 20.  | 15. | The Mumbler            | Don Chaffey         | Joe Viola                                                                                         | 1983. január 29.     |
| 21.  | 16. | Vengeance Is Mine      | Phil Bondelli       | Allison Hock                                                                                      | 1983. február 5.     |
| 22.  | 17. | Sweet Sixteen and Dead | William Shatner     | Joe Viola                                                                                         | 1983. február 12.    |
| 23.  | 18. | Raw Deal               | Cliff Bole          | Jack V. Fogarty és Simon Muntner                                                                  | 1983. február 19.    |
| 24.  | 19. | Requiem for a Cop      | Don Chaffey         | Gerald Sanford                                                                                    | 1983. február 26.    |
| 25.  | 20. | The Hostages           | Cliff Bole          | Robert Earll                                                                                      | 1983. március 5.     |
| 26.  | 21. | Payday Pirates         | Sigmund Neufeld Jr. | Paul B. Margolis                                                                                  | 1983. április 30.    |
| 27.  | 22. | Lady in Blue           | William Shatner     | Rick Husky                                                                                        | 1983. május 7.       |

### 3. évad (1983–1984)
| Sor. | Év. | Cím                    | Rendező             | Író                                                             | Premier            |
| ---- | --- | ---------------------- | ------------------- | --------------------------------------------------------------- | ------------------ |
| 28.  | 1.  | The Return             | Sigmund Neufeld Jr. | Mark Rodgers                                                    | 1983. október 1.   |
| 29.  | 2.  | Carnal Express         | Sigmund Neufeld Jr. | Joe Viola                                                       | 1983. október 8.   |
| 30.  | 3.  | Chinatown              | Don Chaffey         | Jack V. Fogarty és Simon Muntner                                | 1983. október 15.  |
| 31.  | 4.  | The Cheerleader Murder | Cliff Bole          | Gerald Sanford                                                  | 1983. október 22.  |
| 32.  | 5.  | Shadow of Truth        | Cliff Bole          | Robert Sherman                                                  | 1983. október 29.  |
| 33.  | 6.  | Walk a Straight Line   | Cliff Bole          | Rick Kelbaugh                                                   | 1983. november 5.  |
| 34.  | 7.  | A Child Is Missing     | Cliff Bole          | Jack B. Sowards                                                 | 1983. november 12. |
| 35.  | 8.  | The Trial              | Cliff Bole          | Stephen Downing                                                 | 1983. november 19. |
| 36.  | 9.  | Matter of Passion      | Sigmund Neufeld Jr. | Dick Nelson                                                     | 1983. november 26. |
| 37.  | 10. | Blue Murder            | Don Chaffey         | Paul B. Margolis                                                | 1983. december 3.  |
| 38.  | 11. | Undercover Affair      | Charlie Picerni     | Simon Muntner                                                   | 1983. december 10. |
| 39.  | 12. | Slay Ride              | Bruce Kessler       | Rick Husky                                                      | 1983. december 17. |
| 40.  | 13. | The Lipstick Killer    | Sigmund Neufeld Jr. | Robert C. Dennis, Jack V. Fogarty és Ed Waters                  | 1984. január 7.    |
| 41.  | 14. | The Snow Game          | William Shatner     | Fred McKnight                                                   | 1984. január 14.   |
| 42.  | 15. | Exercise in Murder     | Phil Bondelli       | Történet: Ed Waters Tévéjáték: Jack V. Fogarty és Simon Muntner | 1984. január 28.   |
| 43.  | 16. | Hooker's Run           | Cliff Bole          | Simon Muntner                                                   | 1984. február 4.   |
| 44.  | 17. | Hot Property           | Ric Rondell         | Chester Krumholz                                                | 1984. február 25.  |
| 45.  | 18. | Death on the Line      | Cliff Bole          | Jack V. Fogarty                                                 | 1984. március 3.   |
| 46.  | 19. | Death Trip             | Sigmund Neufeld Jr. | Patrick Mathews                                                 | 1984. március 10.  |
| 47.  | 20. | Psychic Terror         | Kenneth R. Koch     | William Kelley                                                  | 1984. március 24.  |
| 48.  | 21. | Gang War               | William Shatner     | Sidney Ellis                                                    | 1984. május 5.     |
| 49.  | 22. | Deadlock               | Sigmund Neufeld Jr. | Bruce Shelly és David Ketchum                                   | 1984. május 12.    |

### 4. évad (1984–1985)
| Sor. | Év. | Cím                           | Rendező                          | Író                                                             | Premier            |
| ---- | --- | ----------------------------- | -------------------------------- | --------------------------------------------------------------- | ------------------ |
| 50.  | 1.  | Night Vigil                   | Winrich Kolbe                    | Frank Telford                                                   | 1984. október 13.  |
| 51.  | 2.  | The Two Faces of Betsy Morgan | Paul Krasny                      | Robert Bielak                                                   | 1984. október 20.  |
| 52.  | 3.  | Pursuit                       | Sidney Hayers                    | Paul Savage                                                     | 1984. október 27.  |
| 53.  | 4.  | Hardcore Connection           | Christian I. Nyby II             | Stephen Downing                                                 | 1984. november 3.  |
| 54.  | 5.  | Anatomy of a Killing          | Sigmund Neufeld Jr.              | Stephen Downing                                                 | 1984. november 10. |
| 55.  | 6.  | Target: Hooker                | Vincent McEveety                 | Simon Muntner                                                   | 1984. november 17. |
| 56.  | 7.  | Model for Murder              | Harry Falk                       | Janis Hendler                                                   | 1984. november 24. |
| 57.  | 8.  | A Kind of Rage                | Winrich Kolbe                    | Rick Kelbaugh                                                   | 1984. december 1.  |
| 58.  | 9.  | The Confession                | Georg Fenady                     | Paul B. Margolis                                                | 1984. december 15. |
| 59.  | 10. | Grand Theft Auto              | Sidney Hayers                    | B.W. Sandefur                                                   | 1984. december 29. |
| 60.  | 11. | Street Bait                   | Sigmund Neufeld Jr.              | Judy Burns                                                      | 1985. január 5.    |
| 61.  | 12. | The Surrogate                 | Bruce Seth Green                 | Joseph Gunn                                                     | 1985. január 12.   |
| 62.  | 13. | Trackdown                     | Reza Badiyi                      | Mark Rodgers                                                    | 1985. január 26.   |
| 63.  | 14. | Outcall                       | Larry Elikann                    | Dick Nelson                                                     | 1985. február 2.   |
| 64.  | 15. | The Bribe                     | Sigmund Neufeld Jr.              | Mark Rodgers                                                    | 1985. február 9.   |
| 65.  | 16. | Love Story                    | Ray Danton                       | Stephen Downing és Judy Burns                                   | 1985. február 16.  |
| 66.  | 17. | Hollywood Starr               | Winrich Kolbe és William Shatner | Rick Husky és Stephen Downing                                   | 1985. február 23.  |
| 67.  | 18. | Sanctuary                     | William Shatner                  | Mark Rodgers                                                    | 1985. március 2.   |
| 68.  | 19. | Homecoming                    | Kenneth R. Koch                  | Rick Husky                                                      | 1985. március 9.   |
| 69.  | 20. | Serial Murders                | Michael Caffey                   | Adrian Spies és Chester Krumholz                                | 1985. március 16.  |
| 70.  | 21. | Lag Time                      | Sigmund Neufeld Jr.              | Történet: William Keys Tévéjáték: William Keys és Rick Kelbaugh | 1985. március 23.  |
| 71.  | 22. | The Throwaway                 | William Shatner                  | James J. Docherty                                               | 1985. április 6.   |
| 72.  | 23. | The Chicago Connection        | Michael Lange                    | Steve Kline és Bernie Kukoff                                    | 1985. május 4.     |

### 5. évad (1985–1986)
| Sor. | Év. | Cím                         | Rendező          | Író                                                                        | Premier              |
| ---- | --- | --------------------------- | ---------------- | -------------------------------------------------------------------------- | -------------------- |
| 73.  | 1.  | The Ransom                  | William Shatner  | Judy Burns                                                                 | 1985. szeptember 25. |
| 74.  | 2.  | Return of a Cop             | Cliff Bole       | Stephen Downing                                                            | 1985. október 2.     |
| 75.  | 3.  | To Kill a Cop               | Chuck Bowman     | Paul Savage                                                                | 1985. október 9.     |
| 76.  | 4.  | Death Is a Four-Letter Word | Bruce Seth Green | James Schmerer                                                             | 1985. november 6.    |
| 77.  | 5.  | The Assassin                | Richard Compton  | Rick Husky                                                                 | 1985. november 13.   |
| 78.  | 6.  | Rip-Off                     | Cliff Bole       | Stephen Downing                                                            | 1985. november 20.   |
| 79.  | 7.  | Funny Money                 | Michael Caffey   | Gerald Petievich                                                           | 1985. november 27.   |
| 80.  | 8.  | Night Ripper                | Michael Caffey   | Don Ingalls                                                                | 1986. január 29.     |
| 81.  | 9.  | The Obsession               | Phil Bondelli    | Rick Kelbaugh és Karen Klein                                               | 1986. február 5.     |
| 82.  | 10. | Taps for Officer Remy       | Reza Badiyi      | Chuck Bowman                                                               | 1986. február 12.    |
| 83.  | 11. | Nightmare                   | Reza Badiyi      | Rick Husky                                                                 | 1986. február 19.    |
| 84.  | 12. | Shootout                    | William Shatner  | Mark Rodgers                                                               | 1986. február 26.    |
| 85.  | 13. | Murder by Law               | Chuck Bowman     | Rick Husky                                                                 | 1986. április 30.    |
| 86.  | 14. | Partners in Death           | William Shatner  | Lisabeth Shatner                                                           | 1986. május 7.       |
| 87.  | 15. | Death Trip                  | Chuck Bowman     | Joe Gores                                                                  | 1986. május 19.      |
| 88.  | 16. | Blood Sport: Part 1         | Vincent McEveety | Stan Berkowitz, Rudolph Borchert, Rick Husky, Don Ingalls és Bruce Reisman | 1986. május 21.      |
| 89.  | 17. | Blood Sport: Part 2         | Vincent McEveety | Stan Berkowitz, Rudolph Borchert, Rick Husky, Don Ingalls és Bruce Reisman | 1986. május 21.      |
| 90.  | 18. | Into the Night              | James Darren     | Rick Husky                                                                 | 1986. május 21.      |
| 91.  | 19. | Deadly Force                | Michael Hamilton | Stephen Lord                                                               | 1986. május 28.      |

## Fordítás
- Ez a szócikk részben vagy egészben  a   List of T. J. Hooker episodes című angol Wikipédia-szócikk ezen változatának fordításán alapul.  Az eredeti cikk szerkesztőit annak laptörténete sorolja fel. Ez a jelzés csupán a megfogalmazás eredetét és a szerzői jogokat jelzi, nem szolgál a cikkben szereplő információk forrásmegjelöléseként.